# Tiradentes (filme)
Tiradentes é um filme brasileiro de 1999, do gênero drama biográfico-histórico, dirigido por Oswaldo Caldeira.
A obra foi produzida por Oswaldo Caldeira Produções Cinematográficas e Paula Martinez Mello; o roteiro é de Oswaldo Caldeira; a música de Wagner Tiso; a direção da fotografia de Antônio Luiz Mendes; a direção de arte, cenografia e figurino de Anísio Medeiros, e a edição de Amauri Alves.

## Sinopse
O filme mostra uma visão bem diferente da convencional, acerca dos fatos políticos que envolveram a Inconfidência Mineira e a condenação dos conjurados.
Joaquim José da Silva Xavier, conhecido como Tiradentes, teria sido condenado à morte por ser o único dos revoltosos que não tinha grandes posses. Por outro lado, grande parte da elite de Ouro Preto estava envolvida no levante, inclusive o próprio visconde de Barbacena, mas a maioria não foi processada e nem sequer presa.
Uma visão intrigante, porém com respaldo em muitas pesquisas recentes.

## Elenco
- Humberto Martins .... Tiradentes
- Rodolfo Bottino .... Joaquim Silvério dos Reis
- Paulo Autran .... Padre Penaforte
- Cláudio Corrêa e Castro .... Frei Veloso
- Adriana Esteves .... Bárbara Heliodora
- Giulia Gam .... Marília de Dirceu
- Julia Lemmertz .... Antônia, mulher de Tiradentes
- Marco Ricca .... Alvarenga Peixoto
- Cláudio Cavalcanti .... Macedo
- Eduardo Galvão .... Tomás Antônio Gonzaga
- Ruy Rezende .... Coronel Malheiro
- Emiliano Queiroz .... Cláudio Manuel da Costa
- Cláudio Mamberti .... Freire de Andrade
- Heitor Martinez .... Álvares Maciel
- Nelson Dantas .... Vice-rei
- Henri Pagnoncelli .... Visconde de Barbacena
- Ivan Setta .... Padre Rolim
- Roberto Bomtempo .... português do piquenique
- Ernani Moraes .... português do piquenique
- Eduardo Tornaghi
- Luiz Maçãs
- Fernando Almeida
- André Mattos
- Antônio Gonzalez
- André Ricardo
- Janaína Diniz
- Geraldo Carratto

## Produção
As filmagens de Tiradentes ocorreram na capital carioca, em Paraty, no Rio de Janeiro e em Ouro Preto, em Minas Gerais.

## Prêmios
Tiradentes foi um dos vencedores do prêmio Resgate do Cinema Brasileiro, promovido pelo Ministério da Cultura.

## Livros
Foram também escritos e editados por Oswaldo Caldeira os livros:
1. Tiradentes – livro ilustrado - em colaboração com a Fundação Universitária José Bonifácio
2. Tiradentes – roteiro cinematográfico, comentários e fontes de pesquisa - editado em parceria com a Riofilme, distribuído para escolas, entidades culturais, universidades e usado como apoio didático em mais de 300 escolas de Minas Gerais.